# Cabane des Vignettes
La cabane des Vignettes, est un refuge de montagne des Alpes pennines situé à 3 152 m d'altitude dans le canton du Valais, Suisse.

## Caractéristiques
La cabane est située au sud d'Arolla dans le val d'Hérens à proximité de la pointe des Vignettes.
Elle est la propriété de la section Monte Rosa Sion du Club alpin suisse (CAS).

## Histoire
Une première cabane en bois d'une capacité de dix personnes est inaugurée en 1924, sur l'idée de Alex Stuart Jenkins, alpiniste américain. En 1946, une nouvelle cabane (rénovée en 1973 et en 2008) est érigée en pierre. 120 personnes peuvent y être désormais accueillies à la saison estivale,.

## Accès
L'accès se fait en 3 h 30 à partir du village d'Arolla et le glacier de Pièce.

## Ascensions
- Pigne d'Arolla (3 787 m), voie normale.
- L'Évêque (3 717 m) par la face nord.
- Mont Blanc de Cheilon (3 870 m) par l'arête est.
- Mont Collon (3 636 m) par l'arête ouest.
- La cabane est une étape située sur la Haute Route Chamonix-Zermatt qui se parcourt à ski pendant la période hivernale.